# Koloa
Koloa (Kōloa) – jednostka osadnicza w Stanach Zjednoczonych, w hrabstwie Kauaʻi.